# Alan Tyson
Alan Walker Tyson (* 27. Oktober 1926 in Glasgow; † 10. November 2000) war ein englischer Musikwissenschaftler, der sich speziell mit Mozart und Beethoven beschäftigte.

## Leben
Tyson studierte von 1953 bis 1957 am Institut für Psychoanalyse in London und war an der Gesamtausgabe der Werke von Sigmund Freud (24 Bände, 1953–1974) beteiligt. Von 1960 bis 1967 studierte er Medizin an der University College Hospital Medical School. Von 1968 bis 1970 war er in Oxford Dozent für Psychopathologie und Psychologie.
Später wurde Tyson Musikwissenschaftler und wurde Senior Research Fellow des All Souls College in Oxford und Fellow der British Academy. Er machte sich insbesondere mit seinen Studien zur Überlieferung der Werke Haydns, Mozarts und Beethovens einen Namen.
In einer Studie über die Autographen Mozarts untersuchte er detailliert die Wasserzeichen in den von Mozart verwendeten Papieren und konnte dadurch genaue Datierungen einiger Werke erschließen. Das Buch enthält auch einige andere von Tysons Entdeckungen, darunter den authentischen Schluss des A-Dur-Rondos für Klavier und Orchester KV 386, der zuvor nur in einer vervollständigten Fassung für Klavier solo von Cipriani Potter bekannt war und 1837 im Druck erschien. Durch Tyson wurde auch bekannt, dass die übliche Version des zweiten Satzes von Mozarts Horn-Konzert in D-Dur KV 412/514 erst nach Mozarts Tod durch seinen Schüler Franz Xaver Süßmayr vollendet wurde.
Zusammen mit H. C. Robbins Landon wies er 1964 nach, dass die sechs als Haydns Opus 3 gedruckten Streichquartette diesem nur untergeschoben wurden, und machte für zwei der Quartette die Autorschaft von Roman Hoffstetter wahrscheinlich. (Einzelheiten siehe in der Liste der Streichquartette Haydns.)
Ferner gab Tyson eine Serie mit dem Titel Beethoven Studies heraus. Ähnlich wie bei Mozart galt sein Hauptinteresse den Wasserzeichen und der Untersuchung des Papiers von Beethovens Autographen. Von großer Bedeutung sind auch seine Skizzen-Forschungen.
1978 wurde er zum Mitglied der British Academy gewählt. 1989 wurde er Commander des Order of the British Empire und Ehrendoktor der University of St Andrews.

## Werke
- The Authentic English Editions of Beethoven. London 1963.
- Thematic Catalogue of the Works of Muzio Clementi. Verleger Hans Schneider, Tutzing 1967.
- Beethoven Studies. London 1973ff.
- Mozart: Studies of the Autograph Scores. Cambridge 1987.
- Wasserzeichen-Katalog. 2 Bde. Bärenreiter, Kassel 1992 (Neue Ausgabe sämtlicher Werke / Wolfgang Amadeus Mozart; Ser. 10, Werkgruppe 33, Abt. 2).